# Dongla (sockenhuvudort i Kina, Tibet Autonomous Region, lat 29,07, long 90,75)
Dongla (kinesiska: 东拉, 东拉乡) är en sockenhuvudort i Kina. Den ligger i den autonoma regionen Tibet, i den sydvästra delen av landet, omkring 74 kilometer sydväst om regionhuvudstaden Lhasa. Antalet invånare är 3 877. Befolkningen består av 1 919 kvinnor och 1 958 män. Barn under 15 år utgör 28,0 %, vuxna 15-64 år 66 %, och äldre över 65 år 5,0 %.
Runt Dongla är det glesbefolkat, med 10 invånare per kvadratkilometer. Dongla är det största samhället i trakten. Trakten runt Dongla består i huvudsak av gräsmarker.
Genomsnittlig årsnederbörd är 772 millimeter. Den regnigaste månaden är juli, med i genomsnitt 235 mm nederbörd, och den torraste är januari, med 1 mm nederbörd.